# Ủy trị dân sự Liên Xô
Ủy trị dân sự Liên Xô  hay Chính quyền Dân sự Liên Xô (Soviet Civil Administration - SCA; tiếng Hàn: 소비에트 민정청; Tiếng Nga: Советская зона оккупации Кореи) là chính quyền của nửa phía bắc bán đảo Triều Tiên từ ngày 24 tháng 8 năm 1945 đến ngày 9 tháng 9 năm 1948 mặc dù nó là đồng quản lý sau khi Ủy ban Nhân dân Lâm thời Bắc Triều Tiên thành lập vào năm 1946. Mặc dù chính thức được gọi là chính quyền dân sự, nhưng ban đầu đây là một tổ chức quân sự bao gồm những người dân thường có nghề nghiệp khác nhau.
Đây là cơ cấu hành chính mà Liên Xô sử dụng để quản lý những gì sẽ trở thành Cộng hòa Dân chủ Nhân dân Triều Tiên sau khi Triều Tiên bị chia cắt. Tướng Terentii Shtykov là người đề xuất chính cho việc thành lập một cơ cấu tập trung để điều phối các Ủy ban Nhân dân của Triều Tiên. Cơ cấu này được Tướng Ivan Chistyakov chính thức đề xuất và do Tướng Andrei Romanenko đứng đầu vào năm 1945 và Tướng Nikolai Lebedev vào năm 1946.

## Quản lý
Dưới thời Chính quyền Dân sự Liên Xô từ năm 1945 đến năm 1948, Bắc Triều Tiên được cai trị bởi một nhóm tướng lĩnh Liên Xô có ảnh hưởng, những người đóng vai trò chủ chốt trong việc định hình bối cảnh chính trị của đất nước. Đại tướng Ivan Mikhailovich Chistyakov, sĩ quan chỉ huy của Tập đoàn quân 25, đã đóng vai trò quan trọng trong việc quyết định địa điểm đặt trụ sở của Tập đoàn quân 25, chọn Bình Nhưỡng làm thủ đô của Bắc Triều Tiên, một quyết định vẫn tiếp tục có tác động lâu dài cho đến ngày nay. Bên cạnh ông, Thiếu tướng Nikolai Georgiyevich Lebedev, sĩ quan chính trị của Tập đoàn quân 25, đã đào tạo Kim Il Sung và đặt ra tên chính thức của Bắc Triều Tiên, Cộng hòa Dân chủ Nhân dân Triều Tiên, nhấn mạnh đến sự cai trị được cho là của người dân.
Tuy nhiên, kiến trúc sư thực sự của chế độ cộng sản ban đầu của Bắc Triều Tiên trong giai đoạn này là Đại tá Terentiy Fomich Shtykov, sĩ quan chính trị của Mặt trận Viễn Đông 1. Trên thực tế là nhà lãnh đạo của Bắc Triều Tiên từ năm 1945 đến năm 1948, Shtykov đã định hình nền chính trị, kinh tế và hệ thống giáo dục của quốc gia này. Ông đã biên tập bản thảo đầu tiên của hiến pháp Bắc Triều Tiên, thành lập nội các đầu tiên và tích cực ủng hộ các kế hoạch xâm lược của Kim Il Sung, dẫn đến sự bùng nổ của Chiến tranh Triều Tiên. Mặc dù được triệu hồi về Moscow và giáng chức sau thảm họa quân sự, tác động của Shtykov đối với nền quản lý của Bắc Triều Tiên là rất lớn. Vai trò của ông trong việc bắt đầu Chiến tranh Triều Tiên và giám sát ảnh hưởng của Liên Xô trong các vấn đề của Bắc Triều Tiên vẫn là một khía cạnh quan trọng để hiểu lịch sử của đất nước trong giai đoạn quan trọng này.
Trong thời kỳ Chính quyền Dân sự Liên Xô, Kim Il Sung, cùng với các chính trị gia Bắc Triều Tiên khác như Kim Tu Bong và  Pak Hon Yong, fđã tuân theo lệnh của Shtykov và các tướng lĩnh Liên Xô. "Ủy ban Nhân dân Lâm thời Bắc Triều Tiên", mặc dù chính thức tự giới thiệu mình là chính quyền cầm quyền, nhưng không có quyền tự chủ và chỉ thực hiện các quyết định do Chính quyền Dân sự Liên Xô đưa ra. Các tướng lĩnh, bao gồm cả Shtykov, đã đóng vai trò quyết định trong việc định hình chế độ cộng sản ban đầu của Bắc Triều Tiên, với các hành động và quyết định của họ ảnh hưởng đáng kể đến bối cảnh chính trị của quốc gia này trong nhiều năm sau đó.